# Lachapelle-sous-Rougemont
Lachapelle-sous-Rougemont es una comuna francesa situada en el departamento del Territorio de Belfort, de la región de Borgoña-Franco Condado.
Los habitantes se llaman Chapelons.

## Geografía
Está ubicada a 14 km al noreste de Belfort et fronteriza del Alto Rin.

## Historia
Entre 1871 y 1918, estaba fronteriza con Alemania.

## Demografía
| 496 | 441 | 409 | 403 | 404 | 460 | 509 | 597 |
| Para los censos de 1962 a 1999 la población legal corresponde a la población sin duplicidades (Fuente: INSEE [Consultar]) |     |     |     |     |     |     |     |